# Kabinet-Hashimoto II
Het kabinet–Hashimoto II (Japans: 第2次橋本内閣) was de regering van het Keizerrijk Japan van 6 november 1996 tot 30 juli 1998.

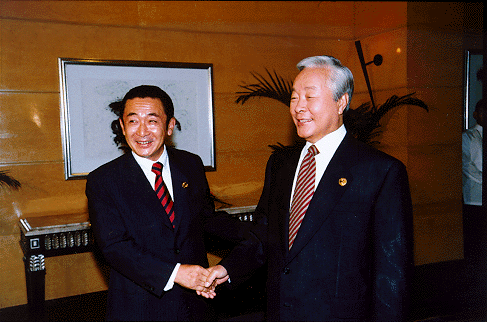
Premier Ryutaro Hashimoto en president van Zuid-Korea Kim Young-sam tijdens een APEC bijeenkomst in Manilla, Filipijnen op 24 november 1996.

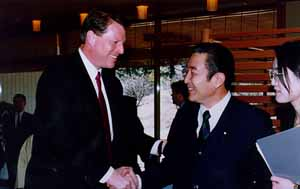
Vicepresident van de Verenigde Staten Al Gore en premier Ryutaro Hashimoto in het kantoor van de Japanse premier in Tokio op 24 maart 1997.

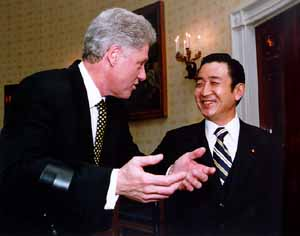
President van de Verenigde Staten Bill Clinton en premier Ryutaro Hashimoto tijdens een werkbezoek aan het Witte Huis op 25 april 1997.

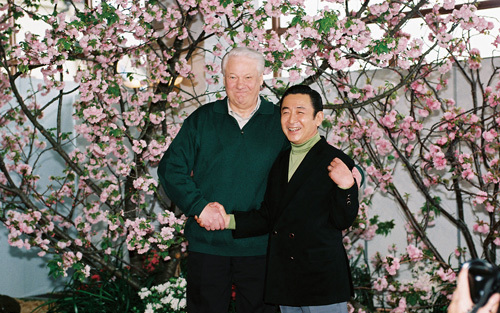
President van Rusland Boris Jeltsin en premier Ryutaro Hashimoto in Tokio op 18 april 1998.

## Kabinet–Hashimoto II (1996–1998)
| Ambtsbekleder                                                | Ambtsbekleder       | Ambtsbekleder                            | Functie                                         | Ambtstermijn      | Ambtstermijn      | Partij |
| ------------------------------------------------------------ | ------------------- | ---------------------------------------- | ----------------------------------------------- | ----------------- | ----------------- | ------ |
|                                                              | Ryutaro Hashimoto   | Ryutaro Hashimoto 橋本龍太郎 (1937–2006) | Premier                                         | 11 januari 1996   | 30 juli 1998      | LDP    |
|                                                              | Seiroku Kajiyama    | Seiroku Kajiyama 梶山静六 (1926–2000)    | Secretaris- generaal                            | 11 januari 1996   | 11 september 1997 | LDP    |
|                                                              | Kanezou Muraoka     | Kanezou Muraoka 村岡兼造 (1931–2019)     | Secretaris- generaal                            | 11 september 1997 | 30 juli 1998      | LDP    |
|                                                              | Katsuhiko Shirakawa | Katsuhiko Shirakawa 白川勝彦 (1945–2019) | Minister van Binnenlandse Zaken                 | 6 november 1996   | 11 september 1997 | LDP    |
| Voorzitter van de Commissie voor Openbare Orde en Veiligheid | Katsuhiko Shirakawa | Katsuhiko Shirakawa 白川勝彦 (1945–2019) |                                                 | 6 november 1996   | 11 september 1997 | LDP    |
|                                                              | Mitsuhiro Uesugi    | Mitsuhiro Uesugi 上杉光弘 (1942)         | Minister van Binnenlandse Zaken                 | 11 september 1997 | 30 juli 1998      | LDP    |
| Voorzitter van de Commissie voor Openbare Orde en Veiligheid | Mitsuhiro Uesugi    | Mitsuhiro Uesugi 上杉光弘 (1942)         |                                                 | 11 september 1997 | 30 juli 1998      | LDP    |
|                                                              | Yukihiko Ikeda      | Yukihiko Ikeda 池田行彦 (1937–2004)      | Minister van Buitenlandse Zaken                 | 11 januari 1996   | 11 september 1997 | LDP    |
|                                                              | Keizo Obuchi        | Keizo Obuchi 小渕恵三 (1937–2000)        | Minister van Buitenlandse Zaken                 | 11 september 1997 | 30 juli 1998      | LDP    |
|                                                              | Hiroshi Mitsuzuka   | Hiroshi Mitsuzuka 三塚博 (1927–2004)     | Minister van Financiën                          | 6 november 1996   | 28 januari 1998   | LDP    |
|                                                              | Hikaru Matsunaga    | Hikaru Matsunaga 松永光 (1928)           | Minister van Financiën                          | 28 januari 1998   | 30 juli 1998      | LDP    |
|                                                              | Isao Matsuura       | Isao Matsuura 松浦功 (1923–2002)         | Minister van Justitie                           | 6 november 1996   | 11 september 1997 | LDP    |
|                                                              | Kokichi Shimoinaba  | Kokichi Shimoinaba 小渕恵三 (1926–2014)  | Minister van Justitie                           | 11 september 1997 | 30 juli 1998      | LDP    |
|                                                              | Shinji Sato         | Shinji Sato 塚原俊平 (1932–2016)         | Minister van Economische Zaken                  | 6 november 1996   | 11 september 1997 | LDP    |
|                                                              | Mitsuo Horiuchi     | Mitsuo Horiuchi 堀内光雄 (1930–2016)     | Minister van Economische Zaken                  | 11 september 1997 | 30 juli 1998      | LDP    |
|                                                              | Junichiro Koizumi   | Junichiro Koizumi 小泉純一郎 (1942)      | Minister van Volksgezondheid en Welzijn         | 6 november 1996   | 30 juli 1998      | LDP    |
|                                                              | Yutaka Okano        | Yutaka Okano 岡野裕 (1924–2004)          | Minister van Arbeid                             | 6 november 1996   | 11 september 1997 | LDP    |
|                                                              | Bunmei Ibuki        | Bunmei Ibuki 伊吹文明 (1938)             | Minister van Arbeid                             | 11 september 1997 | 30 juli 1998      | LDP    |
|                                                              | Takashi Kosugi      | Takashi Kosugi 小杉隆 (1935)             | Minister van Onderwijs                          | 6 november 1996   | 11 september 1997 | LDP    |
|                                                              | Nobutaka Machimura  | Nobutaka Machimura 町村信孝 (1944–2015)  | Minister van Onderwijs                          | 11 september 1997 | 30 juli 1998      | LDP    |
|                                                              | Makoto Koga         | Makoto Koga 古賀誠 (1940)                | Minister van Transport en Infrastructuur        | 6 november 1996   | 11 september 1997 | LDP    |
|                                                              | Takao Fujii         | Takao Fujii 藤井孝男 (1943)              | Minister van Transport en Infrastructuur        | 11 september 1997 | 30 juli 1998      | LDP    |
|                                                              | Shizuka Kamei       | Shizuka Kamei 亀井静香 (1936)            | Minister van Bouw en Constructie                | 6 november 1996   | 11 september 1997 | LDP    |
|                                                              | Riki Kawara         | Riki Kawara 瓦力 (1937–2013)             | Minister van Bouw en Constructie                | 11 september 1997 | 30 juli 1998      | LDP    |
|                                                              | Takao Fujimoto      | Takao Fujimoto 藤本孝雄 (1931)           | Minister van Landbouw, Bosbouw en Visserij      | 6 november 1996   | 11 september 1997 | LDP    |
|                                                              |                     | Ihei Ochi 越智伊平 (1920–2000)           | Minister van Landbouw, Bosbouw en Visserij      | 11 september 1997 | 25 september 1997 | LDP    |
|                                                              | Yoshinobu Shimamura | Yoshinobu Shimamura 島村宜伸 (1934)      | Minister van Landbouw, Bosbouw en Visserij      | 25 september 1997 | 30 juli 1998      | LDP    |
|                                                              | Hisao Horinouchi    | Hisao Horinouchi 堀之内久男 (1924–2010)  | Minister van Communicatie en Post               | 6 november 1996   | 11 september 1997 | LDP    |
|                                                              | Shozaburo Jimi      | Shozaburo Jimi 自見庄三郎 (1945)         | Minister van Communicatie en Post               | 11 september 1997 | 30 juli 1998      | LDP    |
|                                                              | Fumio Kyuma         | Fumio Kyuma 久間 章生 (1940)             | Directeur- generaal van de JSDF                 | 6 november 1996   | 30 juli 1998      | LDP    |
|                                                              | Kabun Muto          | Kabun Muto 武藤嘉文 (1926–2009)          | Directeur- generaal voor Administratieve Zaken  | 6 november 1996   | 11 september 1997 | LDP    |
|                                                              |                     | Takayuki Sato 佐藤孝行 (1928–2011)       | Directeur- generaal voor Administratieve Zaken  | 11 september 1997 | 22 september 1997 | LDP    |
|                                                              | Sadatoshi Ozato     | Sadatoshi Ozato 小里貞利 (1930–2016)     | Directeur- generaal voor Administratieve Zaken  | 22 september 1997 | 30 juli 1998      | LDP    |
|                                                              | Taro Aso            | Taro Aso 麻生太郎 (1940)                 | Directeur- generaal van het Centraal Planbureau | 6 november 1996   | 11 september 1997 | LDP    |
|                                                              | Koji Omi            | Koji Omi 尾身幸次 (1932–2022)            | Directeur- generaal van het Centraal Planbureau | 11 september 1997 | 30 juli 1998      | LDP    |

Yoshida I ·
Katayama ·
Ashida ·
Yoshida II ·
Yoshida III ·
Yoshida IV ·
Yoshida V ·
I. Hatoyama I ·
I. Hatoyama II ·
I. Hatoyama III ·
Ishibashi ·
Kishi I ·
Kishi II ·
Ikeda I ·
Ikeda II ·
Ikeda III ·
Sato I ·
Sato II ·
Sato III ·
K. Tanaka I ·
K. Tanaka II ·
Miki ·
T. Fukuda ·
Ohira I ·
Ohira II ·
Suzuki ·
Nakasone I ·
Nakasone II ·
Nakasone III ·
Takeshita ·
Uno ·
Kaifu I ·
Kaifu II ·
Miyazawa ·
Hosokawa ·
Hata ·
Murayama ·
Hashimoto I ·
Hashimoto II ·
Obuchi ·
Mori I ·
Mori II ·
Koizumi I · 
Koizumi II ·
Koizumi III ·
Abe I ·
Y. Fukuda ·
Aso ·
Y. Hatoyama ·
Kan ·
Noda ·
Abe II ·
Abe III ·
Abe IV ·
Suga ·
Kishida I ·
Kishida II